# René Laprise
René Laprise est un météorologue canadien et québécois, chercheur en prévision numérique du temps au Service météorologique du Canada (SMC) et à l'Université du Québec à Montréal (UQAM). Il a reçu plusieurs prix et a fait partie de l’équipe de rédaction du rapport du Groupe d'experts intergouvernemental sur l'évolution du climat (GIEC) qui a remporté le prix Nobel de la paix en 2007.

## Biographie
René Laprise est gradué du cours de météorologie du SMC en 1974, la même promotion que Jocelyne Blouin, après son baccalauréat en physique de l'Université de Sherbrooke,. Après ses études, il est muté au centre de prévision de l'Arctique à Edmonton, Alberta, pour une année.
Il poursuit ensuite ses études à l'Université McGill, où il obtient une maîtrise ès sciences en 1977. La même année, il devient assistant de recherche à la division de la prévision météorologique du SMC à Toronto, Ontario, puis est muté à la division de la prévision numérique du temps l'année suivante. Il gravit les échelons pour devenir chercheur scientifique en 1987 après avoir complété un doctorat à l'Université de Toronto,.
En 1988, Laprise est recruté comme professeur agrégé à l'Université du Québec à Montréal où il devient professeur titulaire en 1997. Il prend sa retraite en 2022 mais demeure professeur émérite depuis ce temps. Il continue à y travailler sur la dynamique de l'atmosphère, de la science du climat et de la modélisation de la prévision numérique du temps, en particulier sur une méthode de modélisation à l’échelle régionale,.
Dès les années 1990, il crée le Réseau canadien de modélisation régionale du climat et en 2003, il fonde le Centre pour l’étude et la simulation du climat à l’échelle régionale (ESCER) qu'il a dirigé jusqu’en 2011,. Il a contribué à l’implantation d’une chaire de recherche du Canada en modélisation régionale du climat à l’UQAM et à la fondation du groupe Ouranos qui étudie les adaptations au changement climatique.

## Notoriété
René Laprise est l'auteur principal ou co-auteur de nombreux articles scientifiques en météorologie ainsi que directeurs de thèses et de mémoires de nombreux étudiants. Il a reçu de plusieurs prix dont :
- 2023, Prix Bâtisseur, décerné par la Faculté des sciences de l'UQAM[7] ;
- 2018, Élu membre de la Société Royale du Canada[7] ;
- 2015, Prix Andrew Thomson en météorologie appliquée, décerné par la Société canadienne de météorologie et d'océanographie (SCMO)[8] ;
- 2016, Médaille Patterson, la plus haute distinction décernée par le Service météorologique du Canada, pour services distingués rendus à la météorologie[9],[10] :
- 2008, Prix Acfas Michel-Jurdant (sciences de l'environnement), Association francophone pour le savoir (ACFAS)[6],[11] ;
- 2007, Personnalité de l'année de La Presse/Radio-Canada, catégorie « Sciences humaines, sciences pures et technologie » (remis en janvier 2008)[12] :
- 2007, un des rédacteurs principaux du quatrième rapport d'évaluation du GIEC, qui a reçu le Prix Nobel de la Paix en 2007, ex aequo avec l'ancien vice-président des États-Unis, Al Gore[6],[13].

## Référence
1. ↑  « Cours de météorologistes UQAM2 - 1974 », Photos historiques de la météorologie Canadienne, SCMO, 2025 (consulté le 29 avril 2025)
2. ↑  « Universitaires canadiens ayant remporté un prix Nobel », sur univcan.ca, 3 mai 2022 (consulté le 29 avril 2025)
3. 1 2 3 4 5  « René Laprise (Professeur associé) », Répertoire des professeures et professeurs, UQAM, 2025 (consulté le 29 avril 2025)
4. ↑  (en) « Energy and water balances of frozen soil in the upper Ottawa River Basin », sur escholarship.mcgill.ca (consulté le 29 avril 2025)
5. ↑  (en) Hans von Storch, « Interview with René Laprise », Atmospheric Sciences Section of AGU Newsletter, Union américaine de géophysique, vol. 3, no 4,‎ septembre 2009, p. 5-6 (lire en ligne [archive du 3 juillet 2024], consulté le 29 avril 2025).
6. 1 2 3 4 5  « Prix Acfas Michel-Jurdant 2008 », ACFAS, 2008 (consulté le 26 avril 2025).
7. 1 2 3 4  « Prix d’excellence 2023 en sciences » [archive du 19 mai 2024], UQAM, 19 mai 2023 (consulté le 26 avril 2025).
8. ↑  « Le Prix Dr. Andrew Thomson en météorologie appliquée : René Laprise », Prix décernés - Congrès Fredericton - 1 juin 2016, SCMO, 2016 (consulté le 26 avril 2025).
9. ↑  (fr + en) Thomas Morley, « Les récipiendaires de la médaille John Patterson » [archive du 31 août 2024], sur Société canadienne de météorologie et d'océanographie, 15 août 2019 (consulté le 31 août 2024).
10. ↑  « Médaille en météorologie : Le professeur René Laprise est honoré par le Service météorologique du Canada. », Actualités UQAM, UQAM, 6 juin 2017 (consulté le 27 avril 2025).
11. ↑  « Prix Acfas Michel-Jurdant », sur Acfas, 2016 (consulté le 23 août 2017)
12. ↑  « Personnalité de l’année de La Presse / Radio-Canada », UQAM, 2008 (consulté le 27 avril 2025).
13. ↑  François Cardinal, « La survie du seul groupe québécois de recherche sur le climat menacée », La Presse,‎ 10 janvier 2010 (lire en ligne, consulté le 27 avril 2025).